# Rate-Adaptive Digital Subscriber Line
Rate-Adaptive Digital Subscriber Line, đường dây thuê bao kỹ thuật số thích ứng với tỷ lệ (RADSL) là một giải pháp đường dây thuê bao kỹ thuật số không đối xứng (ADSL) trước khi được quy chuẩn. RADSL được giới thiệu là công nghệ độc quyền của AT & T Paradyne, sau này là GlobeSpan Technologies Inc., vào tháng 6 năm 1996. Vào tháng 9 năm 1999, công nghệ RADSL đã được ANSI mô tả chính thức trong T1. TR.59-1999. RADSL hỗ trợ tốc độ dữ liệu downstream lên tới khoảng 8 Mbit / s, tốc độ dữ liệu upstream lên tới xấp xỉ 1 Mbit/s và có thể cùng tồn tại với âm thanh điện thoại POTS trên cùng một dây dẫn truyền.
RADSL cho phép điều chỉnh tốc độ trong khi kết nối đang hoạt động   - khả năng thích ứng tốc độ trong quá trình thiết lập kết nối có thể có trong nhiều biến thể DSL khác, bao gồm G.dmt và các công cụ tiếp theo của nó. Thích ứng tốc độ trong khi kết nối đang hoạt động được chỉ định là một tùy chọn trong ADSL2, ADSL2 + và VDSL2, dưới tên thích ứng tốc độ liền mạch (seamless rate adaptation - SRA).
RADSL chỉ định hai sơ đồ điều chế thay thế, điều chế biên độ cầu phương (QAM) và điều chế pha biên độ không mang (CAP). RADSL không tương thích với các biến thể điều chế đa âm rời rạc của ADSL, được chuẩn hóa trong ANSI T1.413 Số 2 và G.dmt (G.992.1). Upstream và downstream được phân đôi theo tần số, mặt nạ PSD truyền ngược và xuôi dòng giống hệt với mặt nạ trong ANSI T1.413.
Trong RADSL, tốc độ truyền, tần số trung tâm và kích thước của các kênh downstream và upstream có thể được điều chỉnh trong khi kết nối đang hoạt động. Sử dụng kỹ thuật này, đường dây có khả năng chịu được các lỗi do nhiễu và mất tín hiệu cao hơn. Khi các tham số được điều chỉnh, băng thông có thể bị giảm rõ rệt nếu có một lượng lớn nhiễu đường truyền hoặc suy giảm tín hiệu. 